# Pseudopanurgus dawsoni
Pseudopanurgus dawsoni är en biart som beskrevs av Timberlake 1964. Pseudopanurgus dawsoni ingår i släktet Pseudopanurgus och familjen grävbin. Inga underarter finns listade i Catalogue of Life.